# Belper Town F.C.

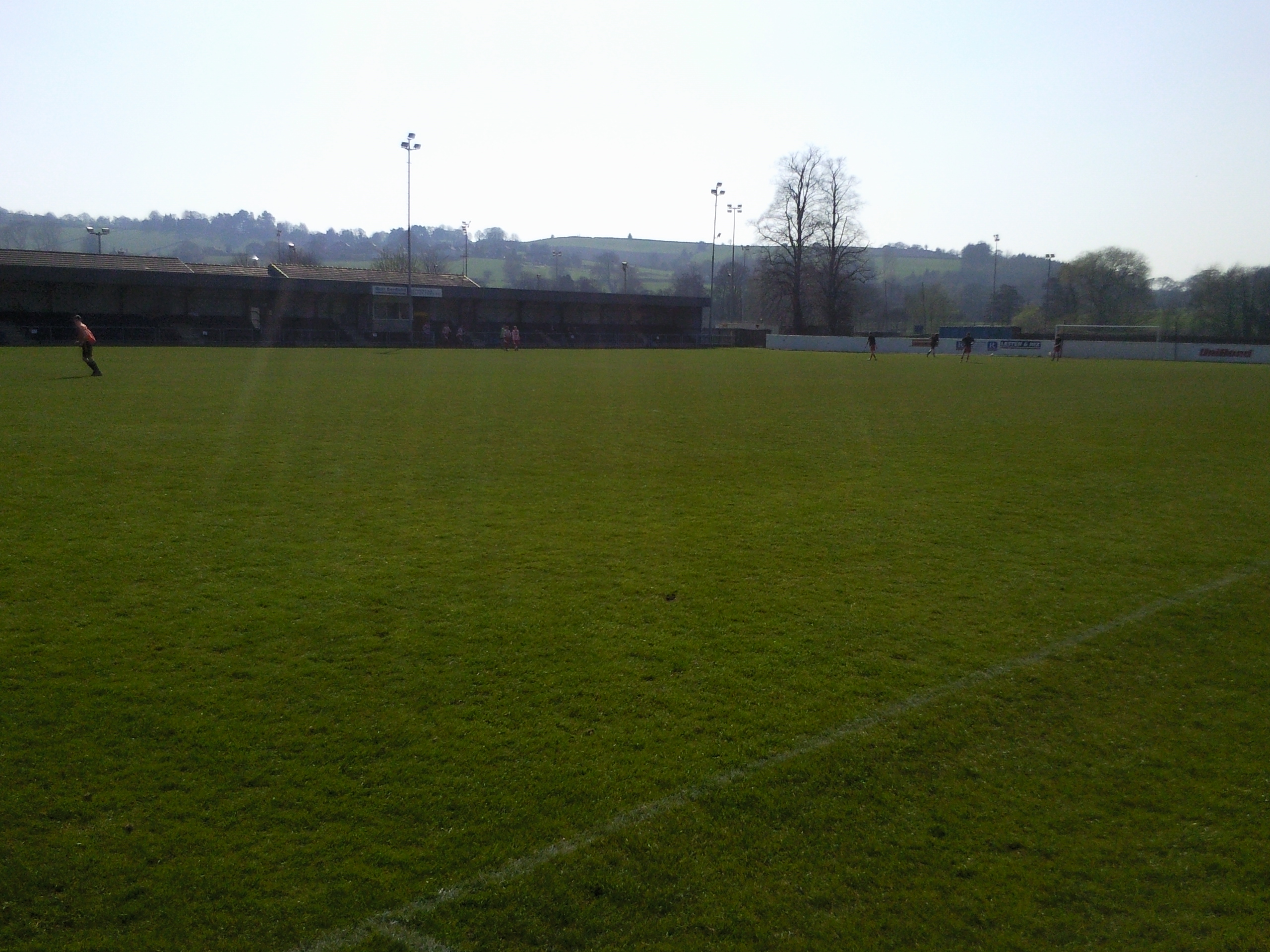
Khán đài chính

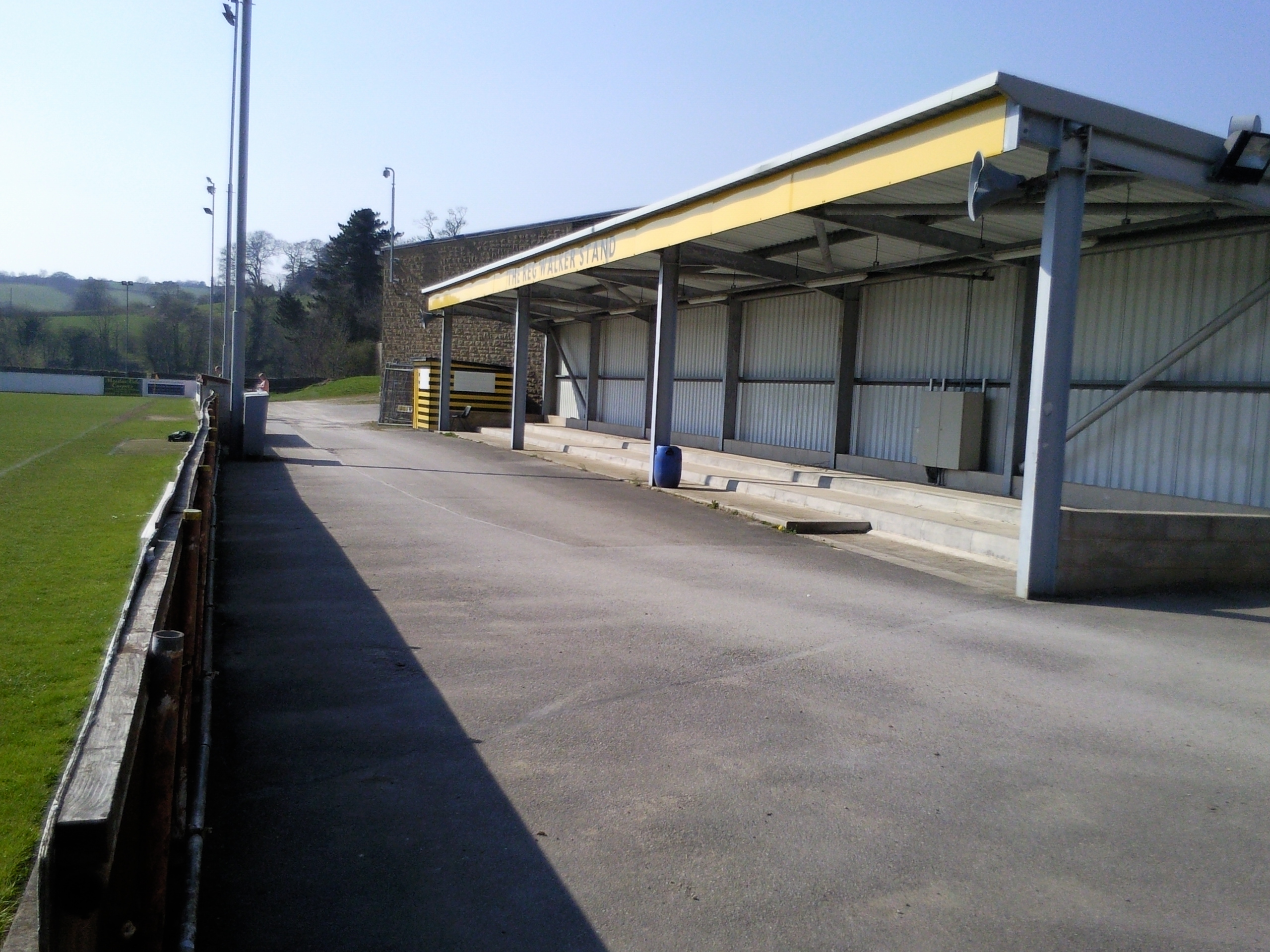
Khán đài Reg Walker

Câu lạc bộ bóng đá Belper Town là một câu lạc bộ bóng đá có trụ sở tại Belper, Derbyshire, Anh. Đội hiện là thành viên của Northern Premier League Division One East và thi đấu trên sân Christchurch Meadow. Câu lạc bộ được đặt biệt danh là "Nailers" do ngành công nghiệp làm móng của thị trấn.

## Lịch sử
Câu lạc bộ ban đầu được thành lập vào năm 1883 và lọt vào vòng Một Cúp FA mùa giải 1887-88, để thua 3-2 trước The Wednesday. Đội là thành viên sáng lập của Derbyshire Senior League năm 1890, và về nhì vào mùa giải 1895-96. Vào giữa những năm 1900, câu lạc bộ đang chơi ở giải Mid-Derbyshire League và là nhà vô địch giải đấu mùa giải 1904-05. Mùa giải 1906-07 họ là á quân. Liên đoàn được đổi tên thành Derbyshire Alliance vào năm 1907 và hợp nhất với Notts & District League năm 1908 để tạo thành Notts & Derbyshire League, với Belper là thành viên sáng lập. Tuy nhiên, đội rời giải đấu vào giữa mùa giải 1911-12 và phải xếp lại giải đấu do khó khăn tài chính.
Câu lạc bộ được cải tổ vào năm 1951 và gia nhập Division One của Central Alliance, tiếp quản các trận đấu của Mansfield Town 'A', đội đã rút khỏi giải đấu. Năm 1956, giải đấu được tái cơ cấu, Belper được xếp vào Division One North. Đội kết thúc với vị trí á quân vào mùa giải 1956-57 và vô địch vào mùa giải 1958-59, một mùa giải mà họ cũng giành Derbyshire Senior Cup lần đầu tiên.
Khi Midland League được thành lập lại vào năm 1961, Belper tham gia giải đấu. Họ đứng cuối bảng vào mùa giải 1969-70. Sau khi nó được chia thành hai giải, Belper được xếp vào Premier Division, trong đó họ xếp cuối bảng vào mùa giải 1978-79. Tuy nhiên, họ đã không bị xuống hạng, và tiếp tục giành chức vô địch Premier Division và Derbyshire Senior Cup vào mùa giải tiếp theo.
Năm 1982, giải đấu này hợp nhất với Yorkshire League để tạo thành Northern Counties East League, với việc Belper được xếp vào Premier Division. Họ đã vô địch Premier Division mùa giải 1984-85 và President's Cup mùa giải 1995-96. Trong mùa giải tiếp theo, họ kết thúc với tư cách á quân ở Premier Division và được thăng hạng lên Division One của Northern Premier League.
Khi Division One được tách ra vào năm 2007, câu lạc bộ được xếp vào Division One South. Sau khi kết thúc với vị trí á quân vào mùa giải 2008-09 (bỏ lỡ danh hiệu về hiệu số bàn thắng bại), đội đã đủ điều kiện tham dự trận play-off thăng hạng. Mặc dù đánh bại Rushall Olympic 1-0 ở bán kết, nhưng đội đã để thua trận chung kết 1-0 trước Stocksbridge Park Steels. Kết thúc ở vị trí thứ ba trong mùa giải 2012-13 dẫn đến một chiến dịch play-off khác, khiến họ thua 4-2 trước Stamford ở bán kết. Tuy nhiên, sau khi kết thúc mùa giải tiếp theo ở vị trí thứ tư, họ đã đánh bại Leek Town 2-0 ở bán kết và Mickleover Sports 1-0 trong trận chung kết ở vị trí thứ tư, họ đã đánh bại Premier Division.
Mùa giải đầu tiên của câu lạc bộ tại Premier Division đã khiến họ xếp cuối bảng, dẫn đến việc phải xuống hạng ở Division One South.

## Sân vận động
Câu lạc bộ ban đầu chơi tại Acorn Ground, trước khi chuyển đến Christchurch Meadow vào năm 1951, tiếp quản từ một đội cấp dưới, Field Head. Sân ban đầu chỉ có một khán đài duy nhất ở phía bắc của sân, nhưng nó đã bị phá bỏ vào đầu những năm 1960 để cho phép mở rộng West Mill liền kề. Các phần của nó đã được tái sử dụng để xây dựng một khán đài mới ở phía đối diện, mặc dù khán đài chạy từ nửa đường sang một góc chứ không được đặt ở vị trí trung tâm.
Câu lạc bộ đã mua lại phần đất tự do vào năm 1986 với giá 6.000 bảng. Các phòng thay đồ mới được xây dựng vào năm 1999 và khán đài mới có sức chứa 500 chỗ ngồi được mở vào năm 2003. Sân cũng có một khán đài có mái che, khán đài Reg Walker, với sức chứa 300 người.
Kỷ lục tham dự 3.200 khán giả được thiết lập cho trận đấu với Ilkeston Town năm 1955.

## Danh hiệu
- Northern Premier League
  - Vô địch President’s Cup 2009-10
- Northern Counties East League
  - Vô địch Premier Division 1984-85
  - Vô địch President’s Cup 1995-96
- Midland League
  - Vô địch Premier Division 1979-80
- Central Alliance
  - Vô địch Division One North 1958-59
- Mid-Derbyshire League
  - Vô địch 1904-05
- Derbyshire Senior Cup
  - Vô địch 1958-59, 1961-62, 1963-64, 1979-80, 2007-08

## Kỉ lục
- Thành tích tốt nhất tại Cúp FA: Vòng Một, 1887-88
- Thành tích tốt nhất tại FA Trophy: Vòng Hai, 2000-01[11]
- Thành tích tốt nhất tại FA Vase: Bán kết, 1994-95[11]
- Kỉ lục số khán giả: 3.200 với Ilkeston Town, 1955[9]
- Trận thắng đậm nhất: 15-2 với Nottingham Forest 'A', 1956[9]
- Trận thua đậm nhất: 12-0 với Goole Town, 1965[9]
- Cầu thủ ra sân nhiều nhất: Craig Smithurst, 678[9]
- Cầu thủ ghi nhiều bàn thắng nhất: Mick Lakin, 231[9]
- Kỉ lục phí chuyển nhượng nhận được: 2.000 bảng Anh từ Hinckley United cho Craig Smith[13]
- Kỉ lục phí chuyển nhượng phải trả: 2.000 bảng Anh đến Ilkeston Town cho Jamie Eaton, 2001[13]